# Аушедз
Аушедз (Аушед, Аушец, Ауще́дж; адыг. Аущэ́дж) — река в России, протекает по границе Абинского и Северского районов Краснодарского края.

## География

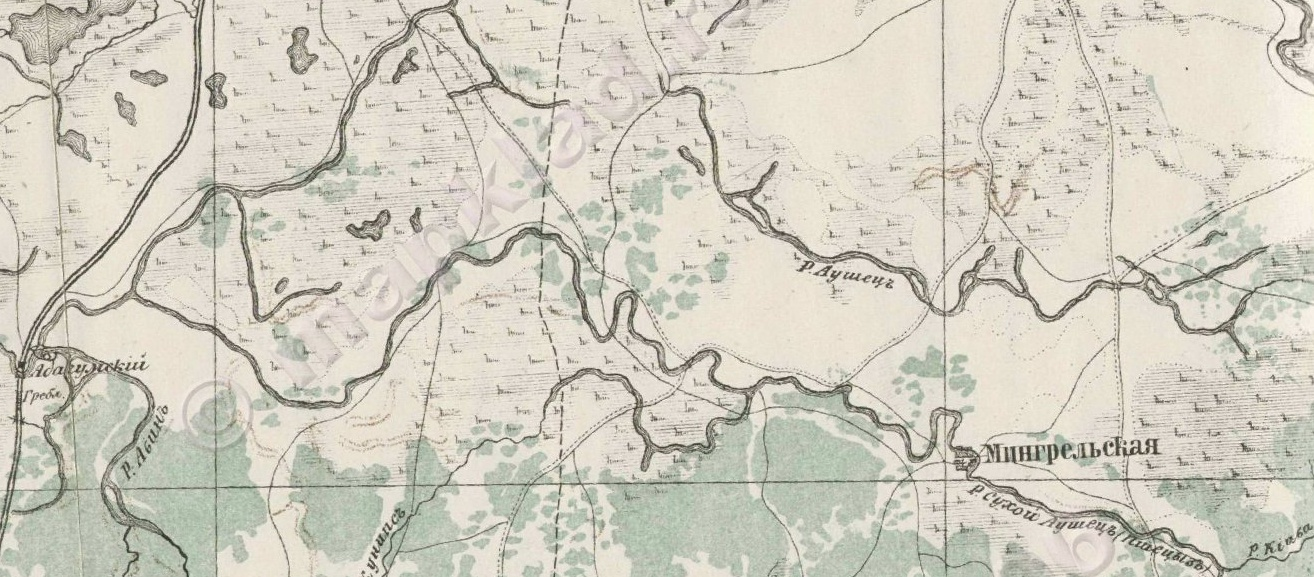
Фрагмент пятиверстной карты Кавказа, реки Аушедз и Сухой Аушедз

Длина реки ранее составляла 30 км, но в настоящее время, ввиду зарегулирования, не превышает 12 км. Фактически, как таковой реки уже не существует — остались лишь отрезки русла, заполненные слаботекущей водой.
Уже на 5-верстовой карте Кавказа 1877 года река не имеет истока и устья, поскольку течёт по плавням Кубани. До середины XX века после хутора Аушед река называлась Мокрый Аушедз (Тлахофиш), на современных картах эта часть не выделяется в отдельную реку. После 1964 года, когда была построена сеть водохранилищ и каналов, река перестала быть постоянным водотоком.
Река Сухой Аушедз (Кунипс, Пшециз), расположенная несколькими километрами южнее, имеет похожую историю. Ранее она брала начало при слиянии ерика Катитхала и реки Сухой Хабль, а также водотока балки Малый Аушедз. В паводки в неё впадали воды рек Песчанка, Иль, Бугай, Азипс. Сухой Аушедз впадал в реку Адагум, ныне впадает в Варнавинское водохранилище (Крымский район).
Высота истока реки Аушедз — около 12 м над уровнем моря. Высота устья — около 10 м над уровнем моря. У Мокрого Аушедза аналогичные параметры — 9/6 м, длина 23 км по старым данным, ныне сохранилось лишь несколько разобщённых участков русла (старицы) длиной около 1,5 км каждый. Параметры реки Сухой Аушедз — 16/6 м, длина — 98 км, русло хорошо сохранилось по всей длине реки.

## Этимология
Этимология названия рек точно не установлена. Меретуков и Твёрдый А. В. считали, что название идёт от имени божества Ау-щэдж — покровителя наездников.

## Населённые пункты
На реке Аушедз расположен хутор Александровский, на реке Мокрый Аушедз — хутор Аушед. На реке Сухой Аушедз расположены ряд населённых пунктов — Панахес, Львовское, Пороно-Покровский, Ананьевский, Михайловское, Мингрельская, Садовый (Абинский район), Кувичинский, Евсеевский, Южный (Крымский район).